# Maurice Faustino-Lafetat
Pour les articles homonymes, voir Faustino.
Maurice Faustino-Lafetat, dit aussi Mario Faustino-Lafetat, est un peintre français né le 6 septembre 1917 à Paris et mort le 31 janvier 1998 à Lagny-sur-Marne.

## Biographie
Né en 1917, Maurice Faustino-Lafetat, durant huit années de sa jeunesse, réside avec ses parents dans l'impasse Vandal du quatorzième arrondissement de Paris, où il fréquente les gitans qui ont un campement dans un tout proche terrain vague qu'il appelle alors « ma zone » (Ma zone : la rue Vandal, titre d'un tableau représentant le campement, peint vers 1945). Avant son évolution « vers la clarté, la traduction d'une lumière dorée qui baigne nombre de ses toiles », observe Jean-Louis Augé, Faustino Lafetat, déjà « veille de très près à la construction de ses peintures, à leur composition rigoureuse ». Ses œuvres les plus anciennes, « encore empruntes d'une formation rigoureuse et du désespoir de la jeunesse » — c'est probablement dans le campement gitan qu'il gagne le second prénom de Mario dont il continuera volontiers à se faire appeler — précèdent de la sorte la période structurée qui, plus tard, dans les années 1970, le fera défini post-cubiste.
Maurice Faustino-Lafetat est élève de l'École du Louvre en 1945, puis de l'École nationale supérieure des beaux-arts en 1950. Le 3 septembre 1956, il épouse Suzanne Boudon ; leur fille Agnès naîtra en 1964. 
Cet artiste, vivant et travaillant au 1 avenue Suzanne à Lagny-sur-Marne ne datant pas ses toiles, le musée Goya, en indiquant ses principales villégiatures, permet d'en situer une partie dans le temps : L'Italie (1954), les environs de Dunkerque (notamment Gravelines et Grand-Fort-Philippe (vers 1955), l'Auvergne (1956), Le Havre (avec son ami Franck Innocent) et l'Espagne (notamment Tolède) en 1959, Le Loir-et-Cher (notamment Mesland, de nouveau avec Franck Innocent) et l'Auvergne en 1960, la Bretagne (notamment Rothéneuf), le Tyrol et l'Autriche en 1960, la Provence en 1967, la Cote d'Azur (notamment Nice vers 1973), Venise et l'Égypte (vers 1980), New York (vers 1984).

## Réception critique
- « La peinture de Maurice Faustino-Lafetat est un regard porté sur la société nouvelle... Son univers pictural est à la fois expressionniste et constructiviste. Expressionniste car il s'agit de révéler la valeur première des choses et en définir la substance spirituelle. L'ambiance des lieux est ainsi restituée par l'œil observateur du peintre: Maurice Faustino-Lafetat complète ces descriptions émotionnelles par une démarche constructiviste. Le rapport entre l'idée et sa représentation ne se rompt pas. La composition architecturée en est sa complémentarité. Les rythmes sont établis en une armature de lignes composantes. Savamment disposées, les constructions ajoutent la magie à une lumière dirigée, puis canalisée dans les méandres des composantes du tableau... Maurice Faustino-Lafetat allie les compositions à l'idée du sujet, dans une synthèse picturale, véritable témoignage de la société actuelle. » - Patrick-F. Barrer[5]
- « Beaucoup pourraient lui reprocher un certain classicisme, une ressemblance avec Lhote ou La Fresnaye, un cubisme approprié. Rien de tout cela n'est véritable si l'on se penche sur un parcours où, de façon indéniable, le paysage l'emporte sur tout autre genre. Faustino-Lafetat était un peintre véritable sachant traduire la force et la poésie des éléments, le dilemme de la couleur qui laisse sur les images de notre monde d'étonnantes splendeurs, des gammes colorées sans rapport avec notre raison quotidienne. » - Jean-Louis Augé[3]

## Collections publiques

### France
- Castres, musée Goya : 
  - Fête musicale à Oran, huile sur toile[6]
  - Les souks de Tunis, huile sur toile ;
  - Le port de La Rochelle, huile sur toile ;
  - Régate force 7, huile sur toile ;
  - une aquarelle et deux estampes non titrées[7].
- Montpellier, École militaire d'administration : Le Musicien, huile sur toile.
- Paris :
  - musée national d'art moderne ;
  - Musée national de la Marine ;
  - Palais de la découverte.
- Puteaux, Fonds national d'art contemporain.

### Suisse
- Berne, ambassade de France : La Casbah, huile sur toile.

## Expositions

### Expositions personnelles
- Galerie Henguez, Paris, de 1960 à 1980.
- Palais des congrès, Paris, de 1960 à 1990.
- Club International, Paris, de 1960 à 1990.
- Galerie S. Lorenz,  Paris, de 1960 à 1990.
- Galerie A. Cernucchi, New York, de 1960 à 990.
- Musée des beaux-arts de Montbard, de 1960 à 1990.
- Palais de Brest, de 1960 à 1990.
- Palais de Deauville, de 1960 à 1990.
- Galerie Philips, New-York, 1960, 1990.
- Maurice Faustino-Lafetat - Rétrospective, musée Goya, Castres, 1999[2].

### Expositions collectives
- Salon des indépendants, Paris, de 1955 à 1990.
- Salon populiste, Paris, de 1955 à 1990.
- Salon international, Paris, de 1955 à 1990.
- Salon des artistes français, Paris, de 1955 à 1990.
- Salon d'automne, Paris, de 1955 à 1990.
- Salon de la Société nationale des beaux-arts, Paris, de 1955 à 1990.
- Salon Comparaisons, Paris, de 1955 à 1990, dans le groupe de Maurice Boitel.
- Salon du dessin et de  la peinture à l'eau, Paris, de 1955 à 1990.
- Salon de la Marine, Paris, de 1955 à 1990.
- Salon de Rome, de 1955 à 1990.
- Salon de Cannes, de 1955 à 1990.
- Maurice Faustino-Lafetat, Jef Friboulet, Claude Grosperrin, Frédéric Menguy..., Théâtre du Tertre, Paris, avril 1957.
- Exposition organisée à l'occasion des États généraux du désarmement, Cercle Volney, Paris, mai 1963.
- Salon des artistes indépendants normands, Rouen (invité d'honneur), 1973[8].
- Salon France America, Maison française de Washington, 1991[9].

## Prix et distinctions
- Médaille de la Ville de Paris.
- Médaille d'or des Arts-Sciences-Lettres.
- Médaille d'or de l'Academie Italia (Rome).
- Médaille d'or du Salon des artistes français.
- Prix populiste, Paris.
- Prix de la Marine nationale, Paris.
- Lauréat de la S.I.B.A., Paris.
- Chevalier de l'ordre des Arts et des Lettres.
- Chevalier de l'ordre des Palmes académiques.
- Chevalier de l'ordre national du Mérite.
- Prix André Peuvrier (Salon des artistes français, 1976)[10].